# Janiwka (obwód sumski)
Janiwka (ukr. Янівка, w czasach radzieckich i do 2024 Perwomajśke, ukr. Первомайське) – wieś na Ukrainie, w obwodzie sumskim, w rejonie szosteckim, w hromadzie Bereza. W 2001 liczyła 635 mieszkańców.